# Антиб
Анти́б (фр. Antibes, окс. Antíbol) — коммуна на юго-востоке Франции в регионе Прованс — Альпы — Лазурный Берег, департамент Приморские Альпы, округ Грас, кантоны Антиб-1, Антиб-2 и Антиб-3.
Площадь коммуны — 26,48 км², население — 75 820 человек (2006) с тенденцией к стабилизации: 75 568 человек (2012).

## Географическое положение
Антиб — курортный город на Лазурном Берегу Франции, второй по величине (после Ниццы). Расположен на мысе Гаруп Средиземного моря между Каннами и Ниццей. Самый большой яхтенный порт в регионе. Вместе с мысом Антиб и кварталом Жюан-ле-Пен составляет единую административную единицу.

## История
Город был основан в VI веке до нашей эры греческими мореплавателями под названием Антиполис (город, расположенный напротив). Название было обусловлено тем, что через бухту от города находился город Никея (Ницца). Антиполис был основан как колония Массалии (теперешний Марсель). Во времена Римской империи город являлся важным пунктом на пути из Рима в Галлию и разросся до крупнейшего города региона. Долгое время он был единственным укреплённым городом на побережье от Марселя до Италии
Во II веке в городе была учреждена епископская кафедра, и он стал называться Антибуль, а со временем — Антиб. В Средние века город принадлежал Савойе, а с 1481 года — Франции.
Весной 1815 года Антиб был первым городом на пути Наполеона в Париж. При попытке войти в город часть наполеоновских солдат была взята в плен гарнизоном, после чего опальный император «смотрел на этот случай как на дело, не стоящее внимания», и двинулся дальше.

## Население
Население коммуны в 2011 году составляло — 75 176 человек, а в 2012 году — 75 568 человек.
| 1962  | 1968  | 1975  | 1982  | 1990  | 1999  | 2006  | 2011  | 2012  |
| ----- | ----- | ----- | ----- | ----- | ----- | ----- | ----- | ----- |
| 35439 | 47547 | 55960 | 62859 | 70005 | 72412 | 75820 | 75176 | 75568 |

Динамика численности населения:

## Экономика и транспорт
Наиболее развиты туристическая индустрия и индустрия развлечений. Антиб располагает 25 километрами галечных и песчаных пляжей. В городе есть железнодорожный вокзал.
В числе прочего, развито парфюмерное производство.
Также сохранилась рыбоперерабатывающая промышленность, которая значительно сократилась за последние десятилетия.
В Антибе расположен крупнейший (по суммарному тоннажу) яхтенный порт Лазурного берега. Порт построен в 1960-х годах на месте римской гавани. Фактически это не один, а целых пять портов — Вобан, Галис, Крутон, Оливетт, Салис.
Неподалёку от Антиба расположен научно-исследовательский центр София-Антиполис (англ. Sophia-Antipolis), французский аналог Кремниевой долины. Центр построен в 1969 году.
В 2010 году из 45 303 человек трудоспособного возраста (от 15 до 64 лет) 33 823 были экономически активными, 11 480 — неактивными (показатель активности 74,7 %, в 1999 году — 69,4 %). Из 33 823 активных трудоспособных жителей работали 29 866 человек (15 425 мужчин и 14 441 женщина), 3957 числились безработными (1896 мужчин и 2061 женщина). Среди 11 480 трудоспособных неактивных граждан 4078 были учениками либо студентами, 3548 — пенсионерами, а ещё 3854 — были неактивны в силу других причин.
На протяжении 2010 года в коммуне числилось 37 115 облагаемых налогом домохозяйств, в которых проживало 75 956,5 человека. При этом медиана доходов составила 20 тысяч 546 евро на одного налогоплательщика.
В июне 2004 года в городе была запущена первая экспериментальная линия маршрутного такси без водителя.

## Достопримечательности
В городе расположены многочисленные достопримечательности. Среди них:
- Форт Карре. Построен в 1565 году в северной части Антиба. Имеет форму четырёхконечной звезды. Эту крепость укрепил в XVIII веке Вобан, военный советник Людовика XIV. 8 августа 1794 года сюда был заключён Наполеон Бонапарт. Ему, как стороннику Робеспьера, грозила смертная казнь, но генерал Дюгомье сумел убедить судей, что Франция не имеет права лишиться столь одарённого воина. Наполеона помиловали.
- Замок Гримальди. Основан в XII веке на месте римских укреплений. В Средние века был епископской резиденцией. С 1385 по 1608 год им владело семейство Гримальди, которое в XVI веке расширило замок до нынешних размеров. В 1925 году полуразрушенное строение купил с аукциона муниципалитет Антиба и превратил его в музей. Замок связан с именем Пабло Пикассо[12]. Когда в 1946 году знаменитый художник искал просторное помещение для работы, власти города предложили ему замок Гримальди. Пикассо работал в нём полгода и в благодарность за гостеприимство подарил городу картину «Ночной лов рыбы в Антибе», множество рисунков и эскизов, которые стали основой музея Пикассо. Сейчас в его экспозиции представлены работы Леже, Модильяни, Пикабиа. Рядом с музеем расположены скульптуры Миро, Пажеса, Армана, Ришье. Музей Пикассо включён в список самых романтичных музеев мира[13].
- Остатки оборонительных сооружений вдоль моря. Антиб долгое время был самым укреплённым городом побережья. Самое значительное из этих укреплений — бастион Сент-Андре. В нём находится музей археологии. К бастиону ведёт променад Амираль де Грасс, с которого открывается прекрасный вид.
- Церковь Иммакуле-Консепсьон, цветочный парк, крытый рынок.
- Парк развлечений Antibes Land[14].
- Парк развлечений Маринлэнд.
- Старый город (Vieux Antibes).

С Антибом связаны имена ряда известных писателей. Здесь родился Жак Одиберти, Фрэнсис Скотт Фицджеральд описал в своём романе «Ночь нежна» отель Du Cap Eden-Roc. Писатель Никас Казантзакис жил в Антибе и создал роман «Алексас Зорбас», по которому в 1964 году в Голливуде был снят фильм «Грек Зорба». Последнюю четверть своей жизни (с 1966 по 1991 год) провёл в Антибе английский писатель Грэм Грин. Среди знаменитостей, в разное время гостивших в отеле, были замечены: Марлен Дитрих, герцог и герцогиня Виндзорские, Вуди Аллен, Карл Лагерфельд, Тим Бёртон, Джонни Депп.

## Мыс Антиб
Мыс Антиб простирается в море на 4 километра. Считается эксклюзивной зоной отдыха — здесь расположены виллы многих богатейших людей современности. Также на мысе расположены многочисленные достопримечательности.

## Жюан-ле-Пен
Курортный город, основанный в конце XIX века. Административно входит в состав Антиба. Расположен у залива Гольф-Жюан, между мысом Антиб и мысом Круазетт.
Популяризация этого места в качестве курорта приписывается сыну английской королевы Виктории — герцогу Олбани.
На набережной расположен памятный знак о высадке в Гольф-Жюане в 1815 году Наполеона, возвращавшегося из ссылки с острова Эльба в Париж на последние сто дней своего правления.
С 1883 года в городе есть свой железнодорожный вокзал.
17 сентября 1927 года на вилле «Хризантем» в Жюан-ле-Пен умер находившийся там на лечении русский и советский актёр, драматург, театральный деятель А. И. Сумбатов-Южин.

## Галерея

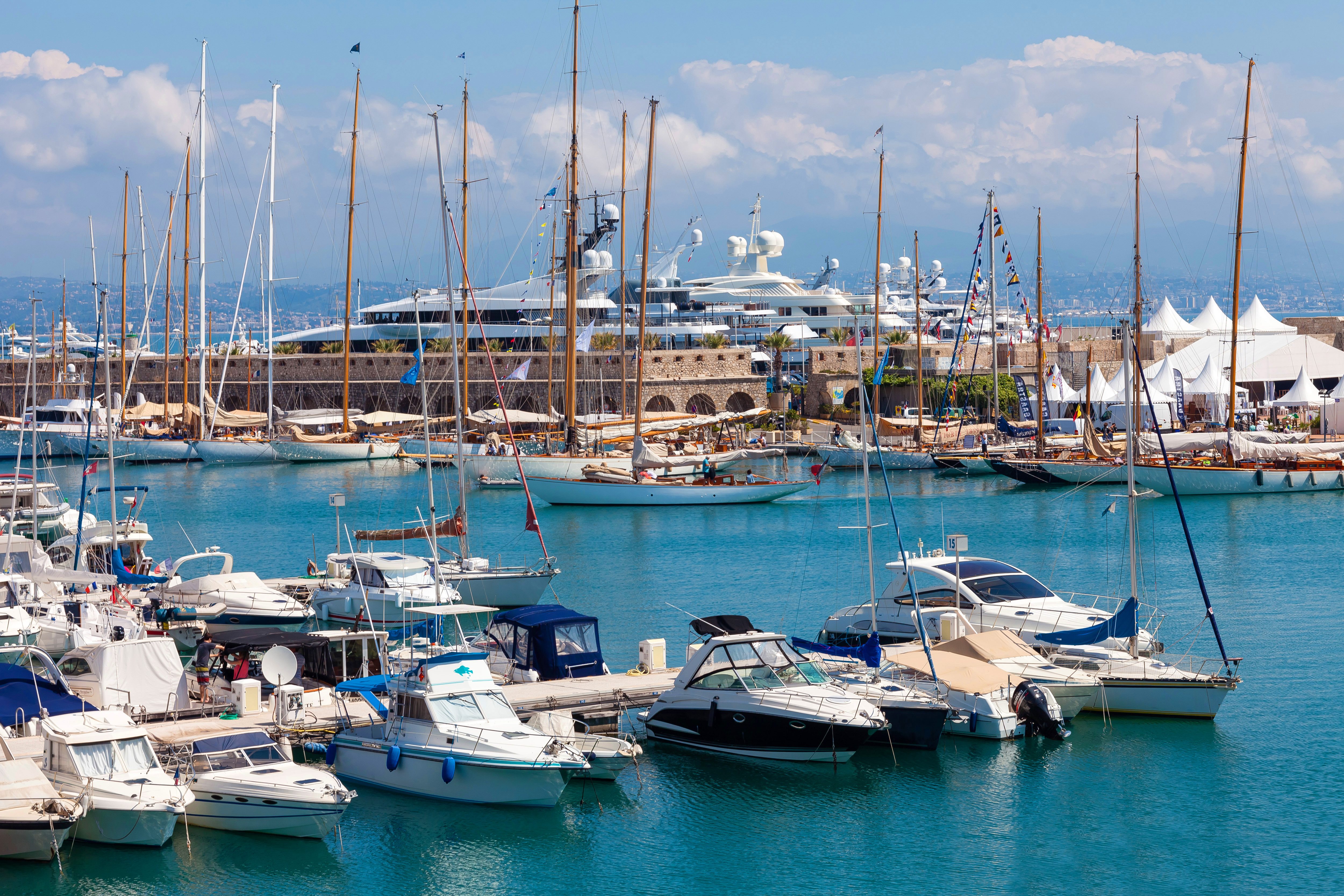
Порт Вобан
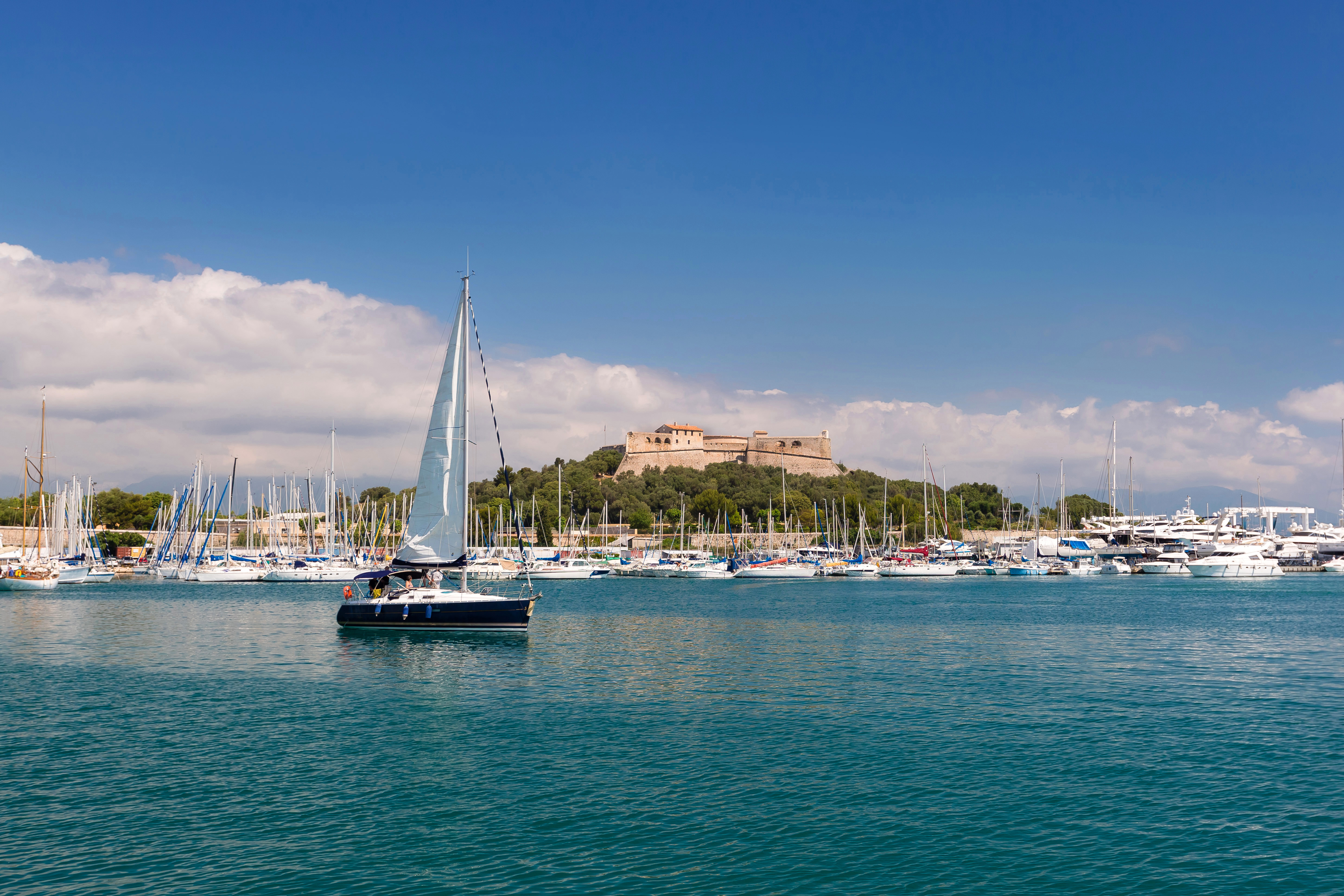
Порт Вобан и форт Карре
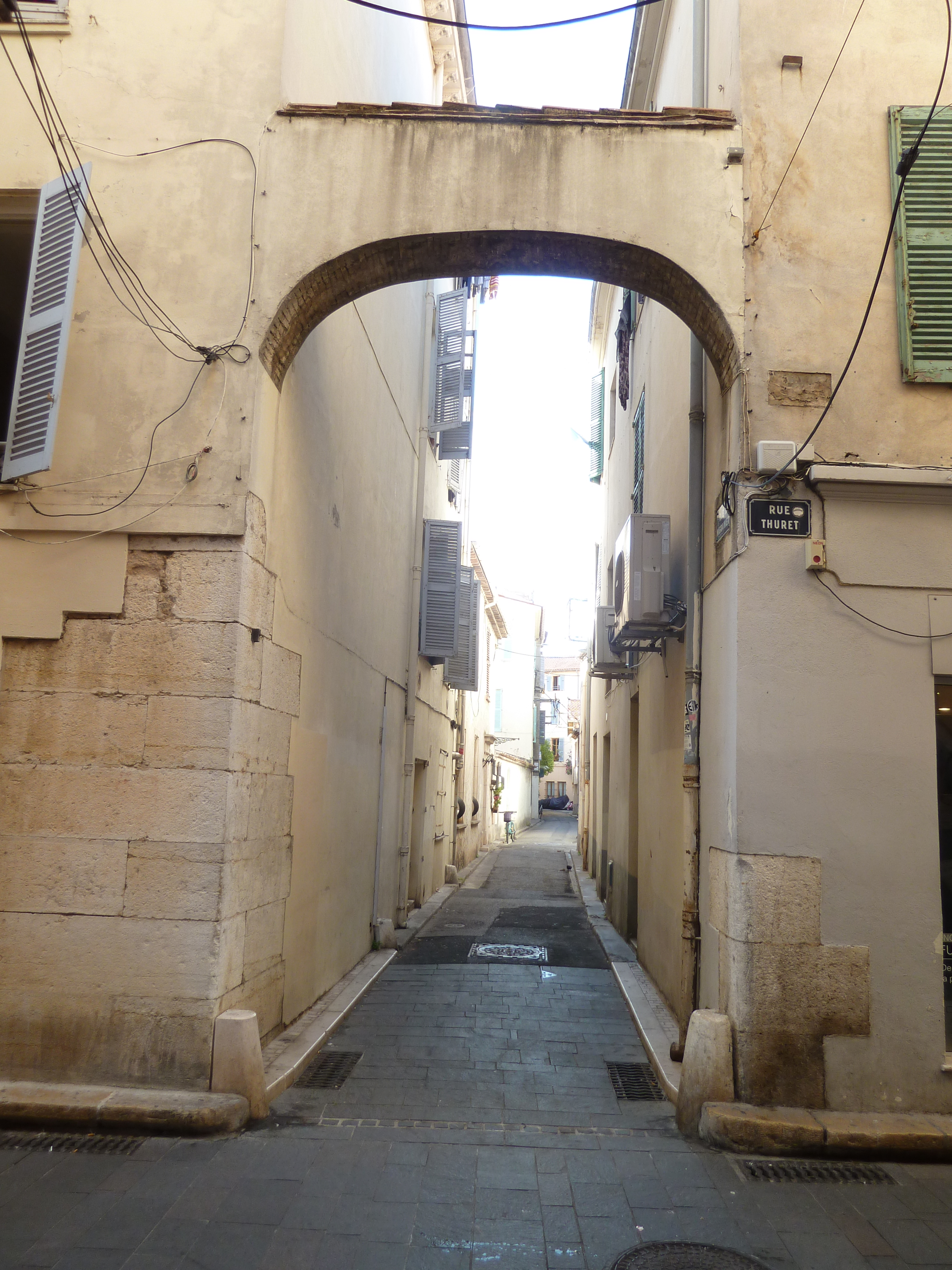
Вид на Старый город
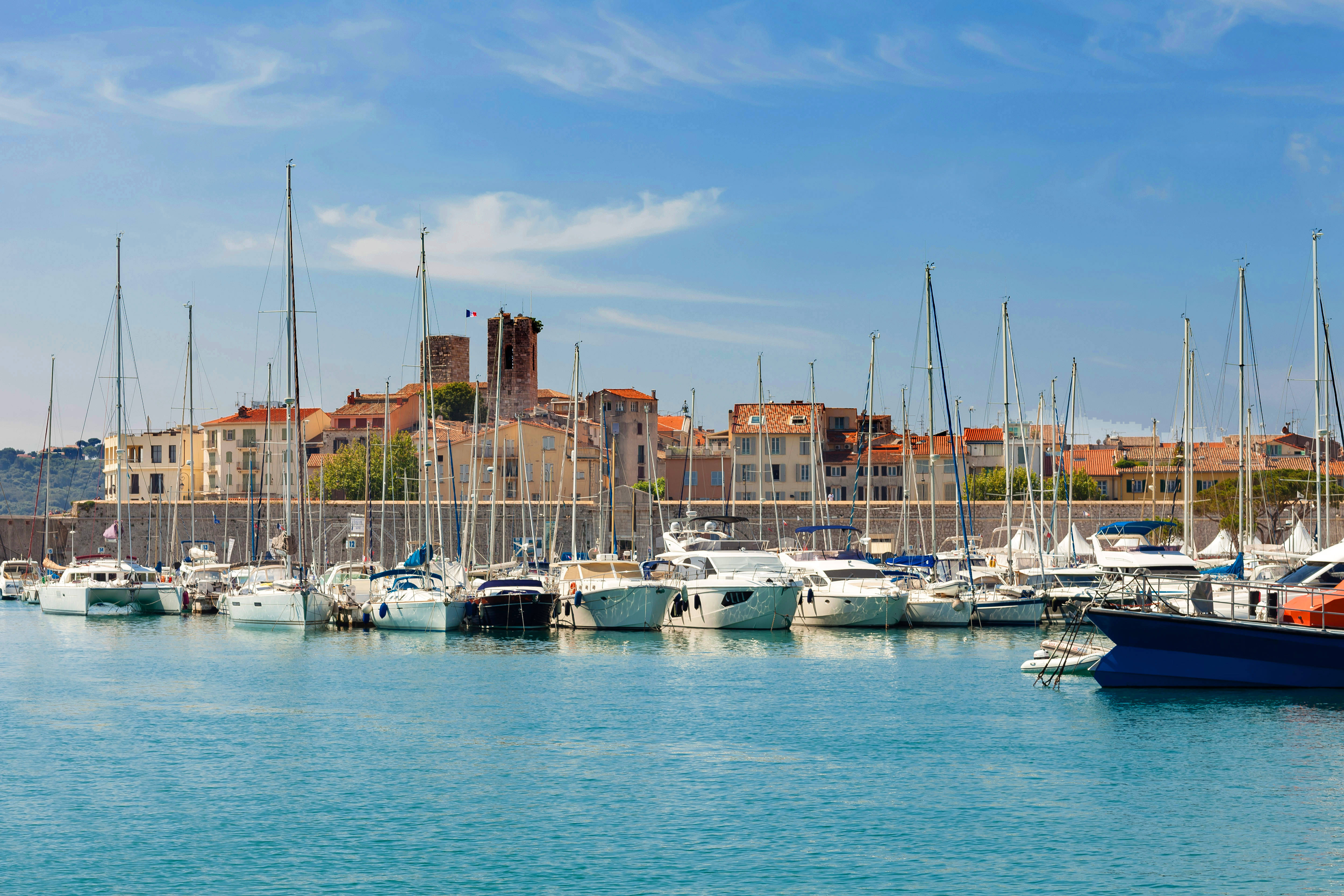
Порт Вобан и старый город
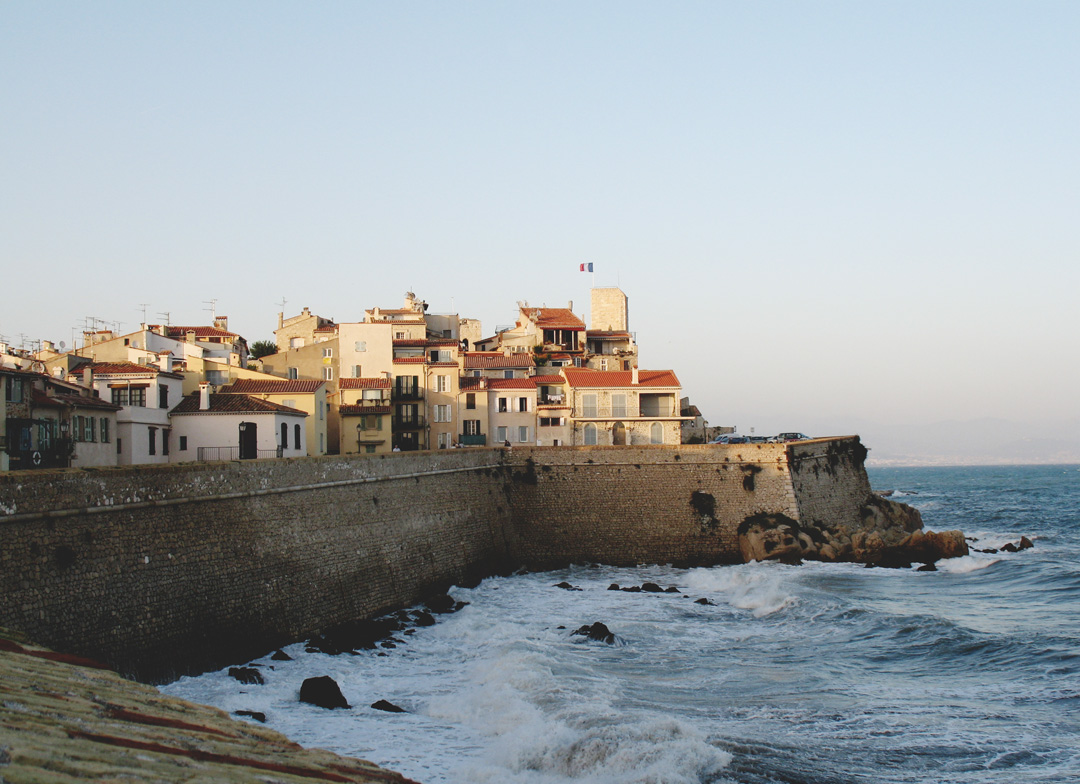
Прибой
Форт и порт Вобана
Рынок
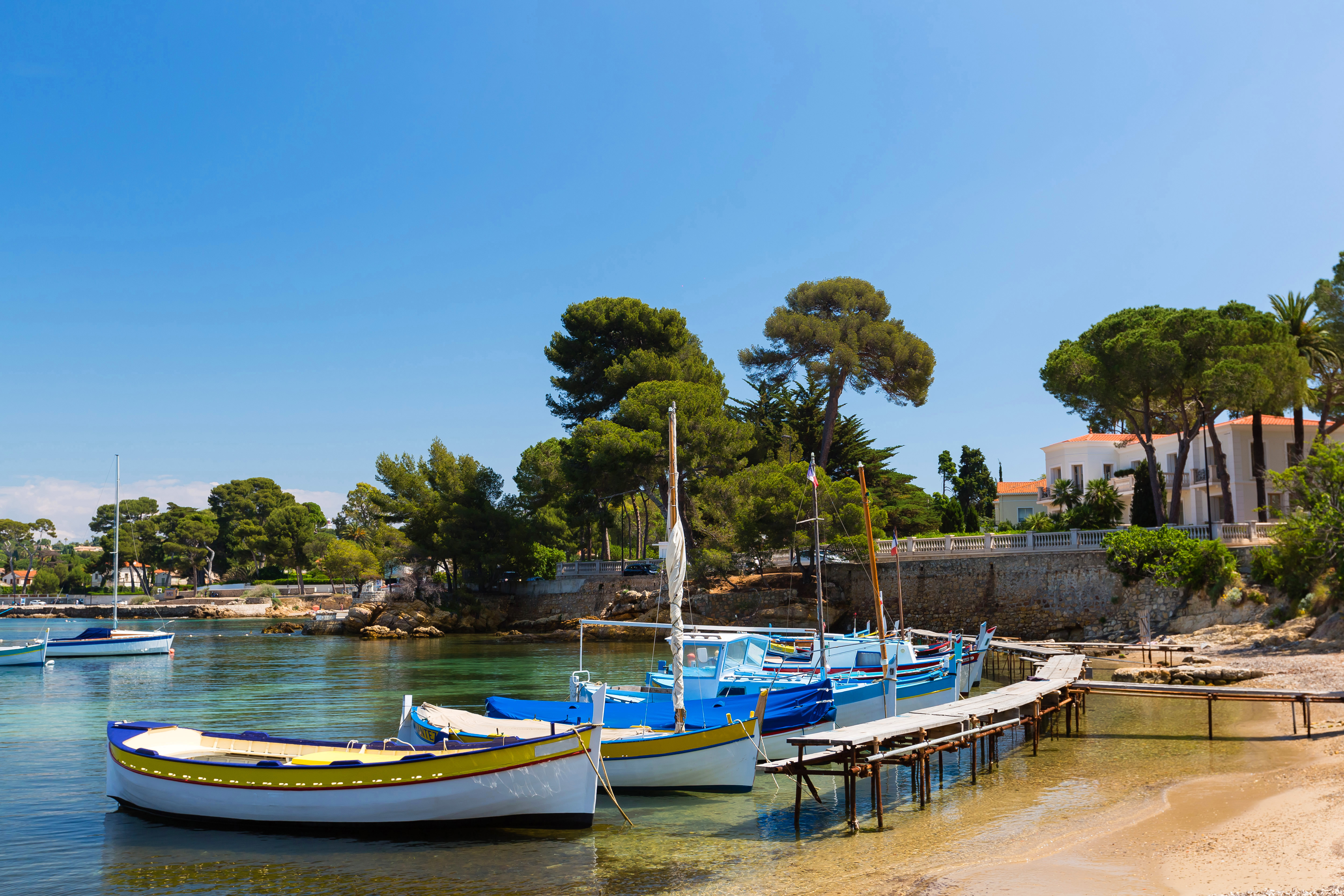
Пляж Оливетт
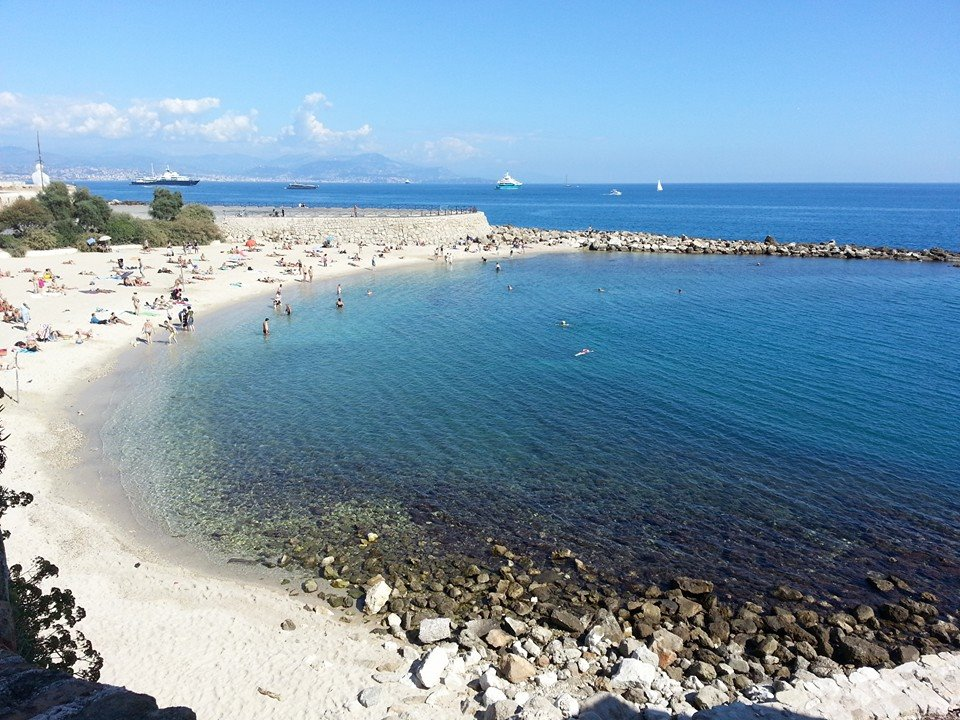
Пляж Антиб
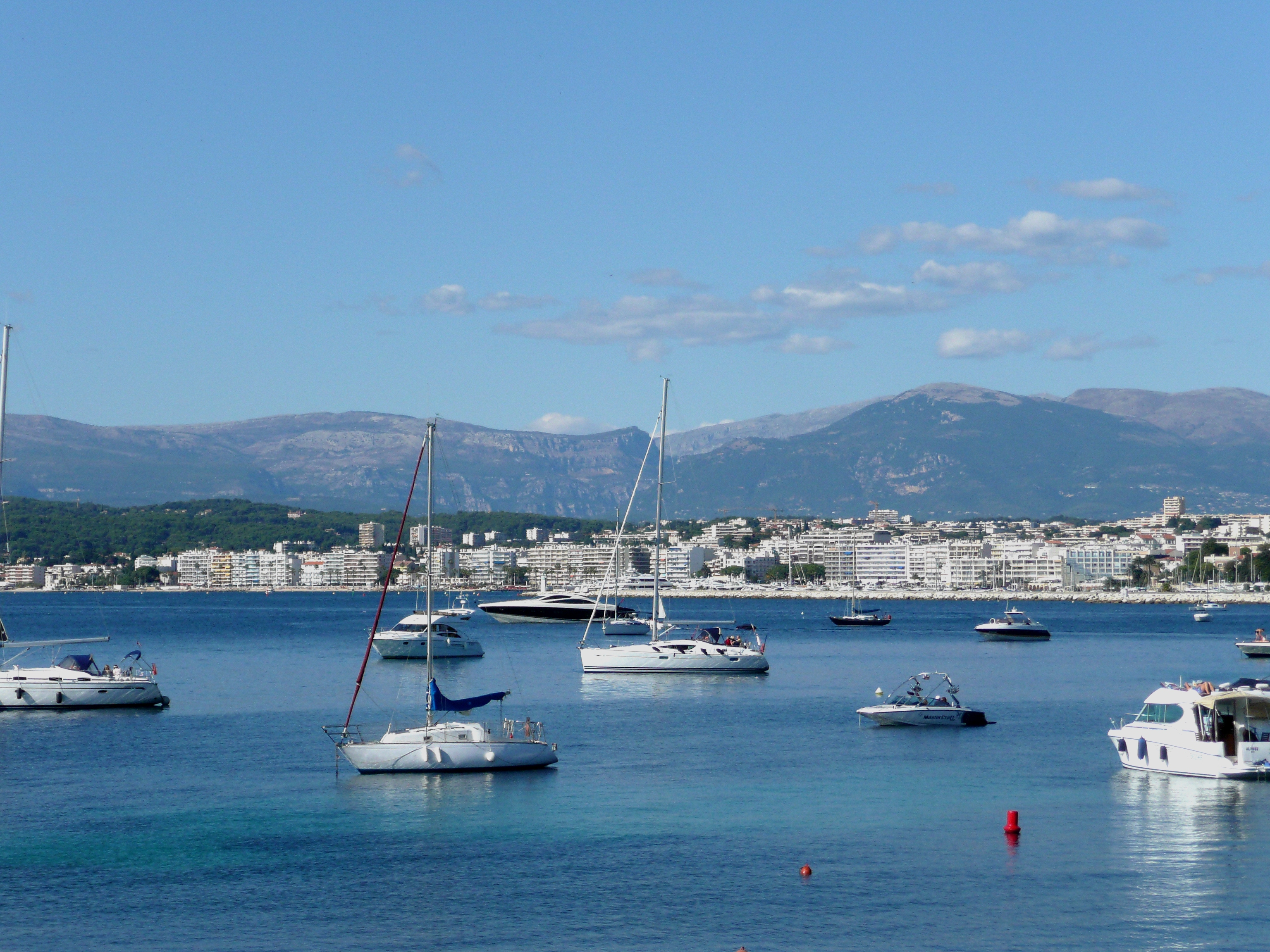
Вид с мыса на Жюан-ле-Пен

## Города-побратимы
- Ольборг, Дания
- Кинсейл, Ирландия
- Ньюпорт-Бич, США
- Швебиш-Гмюнд, Германия
- Эйлат, Израиль
- Дезенцано-дель-Гарда, Италия
- Олимпия, Греция
- Красногорск, Россия[17]